# Абатство Святого Венсана (Санліс)
49°12′09″ пн. ш. 2°35′22″ сх. д. / 49.2025° пн. ш. 2.58944444° сх. д.

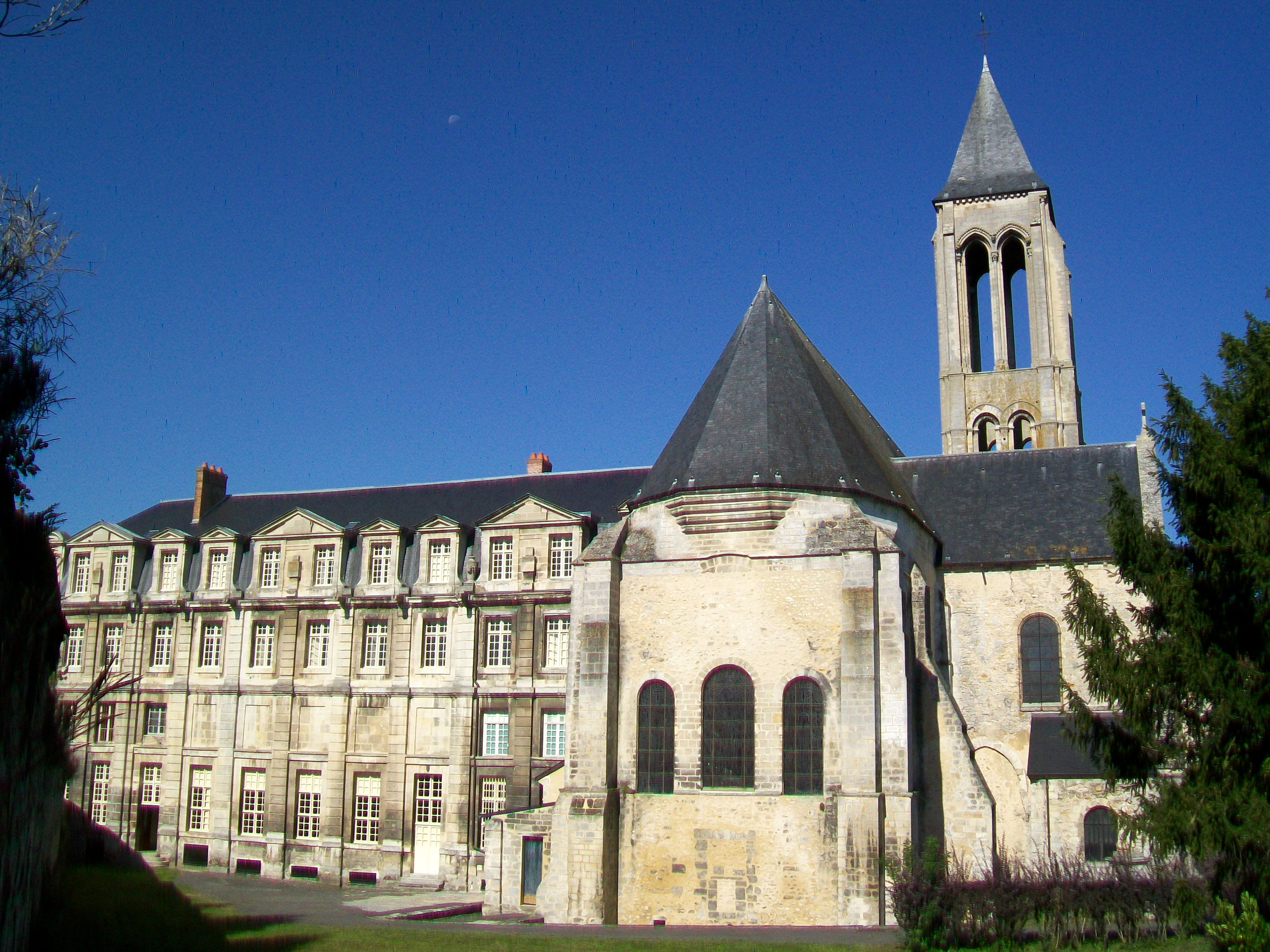

Абатство Святого Венсана також Монастир святого Вікентія (фр. Abbaye Saint-Vincent de Senlis) — абатство, засноване королевою Франції Анною Ярославною у 1065 році у Санлісі.

## Церква УГКЦ
Поруч з абатством знаходиться церква, яку 27 вересня 2013 року придбала українська Єпархія святого Володимира в Парижі (УГКЦ) на чолі з єпископом Борисом (Ґудзяком), президентом Українського католицького університету. Ця церква функціонує як храм УГКЦ з листопада 2013 року. При церкві функціонує культурний центр Анни Ярославни. Церква освячена в ім'я страстотерпців Бориса і Гліба, рідних дядьків Анни.
Церква була придбана за 203 тисячі євро на пожертви українців з України, Франції, Англії, Сполучених Штатів та Канади. Левова частка пожертв на придбання церкви належить саме львівським підприємцям, які протягом кількох років підтримують УКУ у Львові.